# Dicronocephalus adamsi
Dicronocephalus adamsi (лат.) — вид жуков из подсемейства бронзовки в составе семейства пластинчатоусых.

## Описание
Длина самцов 23-30 мм (вместе с рогами), самок — 19-24 мм. Тело жуков широкое, несколько удлинённое, не сильно выпуклое сверху, кзади несколько суженное. Тело покрыто очень густым, целиком скрывающим основной фон серовато-белым налётом. Голени серо-бурые, красноватые, лапки и коготки чёрного цвета. Самка целиком чёрная или бурая, её надкрылья буро-красные. Голова жуков сверху, за исключением пятен и полосок около внутренних краев глаз, без налёта. Также без налёта тонкая кайма по краям переднеспинки, надкрылий, пятна и полоски на плечевых буграх надкрылий. Половой диморфизм сильно выражен. Голова самцов большая, широкая, у самок — меньше и уже. На голове у самца имеется 2 длинных отростка в виде рогов. Они направлены вперёд и только у своей вершины дуговидно загнуты вверх, заканчиваясь одним зубцом. Снизу у основания они несут по три зубца. В боковой проекции выросты направлены более или менее прямо вперед, а около вершины загнуты вверх. Голова самки без отростков, с сильно закругленными боками. На переднеспинки у самца имеются две широкие полоски. Надкрылья суживаются назад, на конце широко закруглены. На плечевых буграх и около конца надкрыльев имеется два тёмных пятна. У самок средний зубец передних голеней приближен к вершинному зубцу. Средние и задние голени на наружном крае без зубцов. У самки передние голени гораздо короче, чем у самца, более широкие.

## Ареал
Юг Кореи, Китай, Вьетнам.

## Биология
Образ жизни исследован мало. Жуки встречаются относительно нечасто. Связаны с древесной растительностью.